# Cephalissa mirificaria
Cephalissa mirificaria är en fjärilsart som beskrevs av Lederer 1862. Cephalissa mirificaria ingår i släktet Cephalissa och familjen mätare. Inga underarter finns listade i Catalogue of Life.